# Julius Glücklich
Julius Glücklich (10. května 1876 Březové Hory – 28. září 1950 Praha) byl český historik a vysokoškolský pedagog židovského původu, také zastával funkci děkana FF MU v Brně.

## Kariéra
Jeho učiteli byli Jaroslav Goll a Josef Pekař, velkou roli v jeho kariéře historika hrálo také přátelství s historiky Ladislavem Hofmanem a Kamilem Kroftou. Zabýval se zejména dějinami raného novověku a dobou bělohorskou, ale také studiu 19. století, konkrétně době a působení Karla Havlíčka Borovského a Františka Palackého. V meziválečné době pomáhal budovat historický seminář Filozofické fakulty Masarykovy univerzity v Brně a po druhé světové válce pak stejný úkol vykonával na Univerzitě Palackého v Olomouci. Byl nejen plodným autorem, ale také obratným organizátorem historického studia a schopným pedagogem. V letech 1926–1927 zastával na FF MU také funkci děkana.

## Dílo
- L. K. Hofmana sebrané spisy I. Spisy vědecké (1904)
- L. K. Hofmana sebrané spisy II. Spisy smíšené (1905)
- Václava Budovce z Budova korrespondence z let 1579–1619 (1908)
- O historických dílech Václava Budovce z Budova z let 1608–1610 a jejich poměru k Slavatovi, Skálovi a neznámému dosud diariu luterána Karla Zikmundova (1911)
- Nová korrespondence Václava Budovce z Budova z let 1580–1616 (1912)
- Nová redakce zemského zřízení království českého z posledních let před českým povstáním (1936)
- Kamil Krofta (1947)[3]

Byl také autorem řady článků a edicí historických pramenů.